# Tuszkowska Matka
Tuszkowska Matka – pomnik przyrody, sosna pospolita rosnąca w lesie między Tuszkowami a Lipuszem, na terenie ścieżki dydaktycznej utworzonej przez Nadleśnictwo Lipusz. Drzewo runęło w wyniku silnej wichury w dniu 11 sierpnia 2017 r. Wysokość sosny wynosiła 35 m. Wiek wyliczony był na ok. 230 lat.

## Legenda
Pewnego razu w Tuszkowach umarła najstarsza wiekiem kobieta. Wszyscy mieszkańcy uczestniczyli w jej pogrzebie. Trumnę wieziono na wozie do Lipusza, aby ją tam pochować na cmentarzu. Droga wiodąca przez las była piaszczysta i wyboista. Tam gdzie był piasek, orszak pogrzebowy jechał pomału. Po korzeniach i kamieniach jechali szybciej, aby ich mateczka choć w trumnie mogła sobie poskakać, bo w życiu nie tańczyła. Jak byli blisko Lipusza, wtedy trumna z matką spadła z woza od tego trzęsienia. – Tu nasza mateczka chce być pochowana – zdecydowali uczestnicy orszaku i wykopali dół, w który wsadzili trumnę, na tym miejscu zasadzili sosnę. Drzewo wyrosło bardzo wysokie i grube tak, że trzech mężczyzn nie może go objąć.